# Gesamtkeimzahl
Als Gesamtkeimzahl wird umgangssprachlich die Anzahl aerober mesophiler koloniebildender Einheiten (AMK oder KbE) bezeichnet. Sie ist ein wichtiger Indikator der Lebensmittelhygiene und wird durch Methoden der Lebensmittelmikrobiologie bestimmt. Sie ist eine Größe der mikrobiologischen Untersuchung von Lebensmitteln, Trinkwasser (nach der Trinkwasserverordnung) und bei der Bestimmung der in Luft vorhandenen Mikroorganismen in lebensmittelverarbeitenden Betrieben. Die Anzahl KBE gibt an, wie viele Mikroorganismenkolonien sich auf einem für diesen Zweck normierten Agar-Nährboden nach Beimpfen mit einer bestimmten Probenmenge bilden und erfasst Bakterien, Archaeen, Hefen und Schimmelpilze, die sich unter aeroben Bedingungen in einem mittleren Temperaturbereich auf bestimmten (wenig selektiven) Kulturmedien kultivieren (vermehren) lassen. Proben mit hoher Gesamtkeimzahl weisen auf falsche Lagerung, ungenügende hygienische Produktionsstandards oder kontaminiertes Ausgangsmaterial hin und ziehen oft Folgeuntersuchungen auf pathologische Keime nach sich.

## Methoden
Mit diesem Verfahren werden nicht – wie die Bezeichnung der Messgröße „Gesamtkeimzahl“ vermuten lassen kann – alle in einer Probe enthaltenen Mikroorganismen erfasst. So werden bei diesen Untersuchungen Mikroorganismen mit komplexen Nahrungsansprüchen und thermophiler, kryophiler oder strikt anaerober Lebensweise diskriminiert oder gar nicht erfasst. Es gibt keine Kulturbedingungen (unter anderem Zusammensetzung des Nährbodens, Bebrütungstemperatur, Bebrütungsatmosphäre), unter denen sich alle in einem natürlichen Habitat vorhandenen Mikroorganismen vermehren lassen, sofern das Habitat – wie normalerweise üblich – eine Biozönose mit breitem Spektrum an physiologisch verschiedenartigen Mikroorganismen enthält.

### Lebensmittel
Frische Lebensmittel wie Beutelsalate, frische Kräuter oder Hackfleisch werden mit einer Pufferlösung in einem Stomachergerät homogenisiert. Vom Homogenisat wird eine Verdünnungsreihe angelegt und per Oberflächenausstrichverfahren auf die Nährmedien aufgebracht. Nach der Bebrütung wird auf einer oder mehrerer geeigneter Verdünnungsstufen die Keimzahl bestimmt und auf die Probenmenge hochgerechnet.

### Trinkwasser
Der Nährboden für die Untersuchung von Wasserproben ist darauf ausgelegt, eine möglichst breite Auswahl verschiedener Mikroorganismenarten (aktive Stadien wie auch Ruhestadien, nicht nur „Keime“) kultivieren zu lassen, die diverse organische Stoffe in der Umwelt als Nahrung verwerten können. Er wird direkt mit der zu untersuchenden Probe belegt, wobei meist ein Volumen von 1 ml auf oder in den Nährboden gebracht wird. Für die Wasserproben werden die beiden Bebrütungstemperaturen (22 °C und 37 °C) angewendet, weil man in dem einen Kulturansatz (bei 22 °C) die Mikroorganismenarten, die frei in der Umwelt leben, bevorzugen will, im anderen Kulturansatz (bei 37 °C) solche, die mit Fäkalien aus dem Darm warmblütiger Tiere assoziiert sind. Aus dem Unterschied der beiden Ergebnisse werden Rückschlüsse auf den Anteil der mit Fäkalien eingetragenen Mikroorganismen gezogen.

### Raumluft
Bei der Untersuchung der Gesamtkeimzahl in der Luft besteht auch die Möglichkeit, mit einem Luftkeimsammler die Nährböden direkt zu belegen. Hierbei werden häufig spezifischere Nährböden verwendet, einer für Schimmelpilze, der andere für Bakterien. Es wird auf die verschiedenen Bebrütungstemperaturen geachtet, Bakterien werden bei 30 °C und Schimmelpilze bei 25 °C inkubiert.

## Grenzwerte
Nach der deutschen Trinkwasserverordnung gilt ein Grenzwert von 100 KbE/ml ("Koloniebildende Einheiten je Milliliter") für leitungsgeführtes Trinkwasser aus Brunnen und für vorübergehend in Tanks aufbewahrtes Trinkwasser von 1000 KbE/ml. Für unbehandeltes Schweizer Trinkwasser gilt beispielsweise an der Fassung ein Höchstwert von 100 KbE/ml und im Verteilnetz ein Höchstwert von 300 KbE/ml (Bebrütungstemperatur: 30 °C, Bebrütungszeit: 72 Stunden).